# Deskur

Herb Deskur

Herb kardynała Andrzeja Marii Deskura

Deskur (Descour, Góra Złotoskalista) – polski herb szlachecki z indygenatu.

## Opis herbu
Opis zgodnie z klasycznymi zasadami blazonowania:
W polu błękitnym, na pagórku zielonym, góra złota, na której odwrócone dziobami do siebie dwie biało nakrapiane kawki. Nad nimi gwiazda złota. Labry czerwone, podbite błękitem.

## Najwcześniejsze wzmianki
Indygenat z 15 listopada 1766 dla Jana Deskura, kapelana gwardii pieszej Wielkiego Księstwa Litewskiego i Michała, chorążego oraz Pawła i Hieronima (synowie Piotra Deskura, oberszterlejtnanta tejże gwardii), za męstwo i zasługi wojenne.

## Herbowni
Jedna rodzina herbownych (herb własny):
- Deskur (Descour).